# Хуан Ігнасіо Серда
Хуан Ігнасіо Серда (ісп. Juan Ignacio Cerda; нар. 25 вересня 1978) — колишній чилійський тенісист.
Найвищу одиночну позицію світового рейтингу — 620 місце досяг 1 листопада 2004, парну — 185 місце — 7 березня 2005 року.

## Титули ITF Ф'ючерс

### Парний розряд: (7)
| Ранг | Дата     | Турнір                   | Покриття | Партнер                | Суперники                         | Рахунок          |
| ---- | -------- | ------------------------ | -------- | ---------------------- | --------------------------------- | ---------------- |
| 1.   | Кві 2003 | Чилі F2, Вінья-дель-Мар  | Ґрунт    | Філліп Арбое           | Марсель Фельдер Матіас О'Ніль     | 6–2, 6–7(4), 6–4 |
| 2.   | Вер 2003 | Ямайка F8, Монтего-Бей   | Тверде   | Якоб Адактуссон        | Ендрю Карлсон Тревор Спраклін     | 6–4, 6–3         |
| 3,   | Жов 2003 | Чилі F6, Сантьяго        | Ґрунт    | Філліп Арбое           | Пауль Капдевіль Хуан-Феліпе Яньєс | 7–5, 2–6, 6–3    |
| 4.   | Бер 2004 | Португалія F2, Албуфейра | Тверде   | Яспер Сміт             | Фред Жіл Леонарду Таваріш         | 6–4, 6–4         |
| 5.   | Чер 2004 | Мексика F7, Монтеррей    | Тверде   | Родрігу-Антоніу Гріллі | Метт Клінґер Кріс Летчер          | 6–7(6), 6–3, 6–4 |
| 6.   | Лис 2004 | Іран F3, Кіш (острів)    | Ґрунт    | Яспер Сміт             | Мануель Джоркуера Лямін Уахаб     | w/o              |
| 7.   | Лис 2004 | Іран F4, Кіш (острів)    | Ґрунт    | Яспер Сміт             | Бенедікт Дорш Марко Нойтейбль     | 7–6(3), 4–6, 6–3 |